# فرقة فتيان

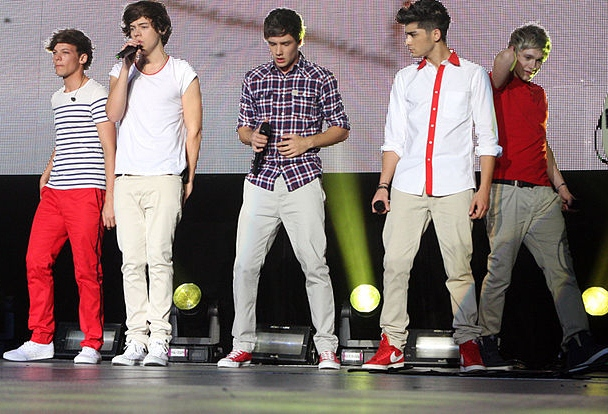
فرقة الفتيان ون دايركشن.

فرقة الفتيان هي فرقة غنائية مكونة من مغنين شباب، عادة ما يكونون في العشرينيات من عمرهم أو سنوات المراهقة في وقت التأسيس.  بشكل عام تغني فرق الفتيان أغاني حب تستهدف السيدات والفتيات الشابات. العديد من فرق الفتيان ترقص وتغني وعادة ما تكون عروضها مصممة بشكل كبير. غالبًا ما تضم فرق الفتيان الكورية الجنوبية مغني الراب.
بعض الفرق الموسيقية يشكلها الفتيان من تلقاء أنفسهم وغالبًا ما تتطور الفرقة من الكورال الكنسي أو مجموعات الموسيقى الإنجيلية. في المقابل، تتشكل فرق أخرى من قبل مديري المواهب أو منتجي التسجيلات. نظرًا لكونهم مجموعات صوتية فإن معظم أعضاء فرقة الفتيان لا يعزفون على الآلات الموسيقية سواء في جلسات التسجيل أو على المسرح. وهم متشابهون في المفهوم مع نظرائهم المعروفين باسم فرقة فتيات.
بلغت شعبية فرق الفتيان ذروتها ثلاث مرات: أولاً في الستينيات إلى السبعينيات (كفرقة الجاكسون 5)؛ والثانية أواخر الثمانينيات والتسعينيات والعقد الأول من القرن الحادي والعشرين كفرقة نيو كيدز أون دا بلوك وفرقة تيك ذات، وآخر مرة في عام 2010 حتى الوقت الحاضر، مع ظهور فرق مثل ون دايركشن و فرقة ذا فامبس.

## فرق الفتيان الأفضل مبيعًا
على الرغم من النقد السلبي، فرق الفتيان تواصل النجاح عامةً، مع بعض المرات الجديرة بالذكر أدت إلى بيع الملايين من التسجيلات.
| مرتبة | اسم                  | الدولة                            | التسجيلات المباعة | نوع           | ألوم استديو | أعضاء         | سنوات النشاط                                                     |
| ----- | -------------------- | --------------------------------- | ----------------- | ------------- | ----------- | ------------- | ---------------------------------------------------------------- |
| 1     | باكستريت بويز        | الولايات المتحدة                  | أكثر من 130 مليون | بوب/روك       | 8           | 5 → 4 → 5     | 1993–الحاضر (22 سنة)                                             |
| 2     | الجاكسون 5           | الولايات المتحدة                  | أكثر من 100 مليون | بوب/آر أند بي | 18          | 5 → 6 → 4     | 1964–1990, 2001, 2012-2013 (29 سنة)                              |
| 3     | نيو كيدز أون دا بلوك | الولايات المتحدة                  | أكثر من 80 مليون  | بوب           | 6           | 5 → 4 → 5     | 1984–1994, 2008–الحاضر (16 سنة)                                  |
| 4     | ذا أوسمندز           | الولايات المتحدة                  | أكثر من 77 مليون  | بوب/روك       | 22          | 7             | 1958–1980 (22 سنة)                                               |
| 5     | بي سيتي روليرز       | المملكة المتحدة                   | أكثر من 70 مليون  | بوب/روك       | 16          | 5             | 1966–1981 (15 سنة)                                               |
| 6     | ذا مونكيز            | الولايات المتحدة/ المملكة المتحدة | أكثر من 65 مليون  | بوب/روك       | 11          | 4 → 3         | 1966–1971, 1986–1989, 1993–1997, 2001–2002, 2010–الحاضر (18 سنة) |
| 7     | بويز II مين          | الولايات المتحدة                  | أكثر من 60 مليون  | ريذم أند بلوز | 11          | 5 → 4 → 3     | 1988–الحاضر (27 سنة)                                             |
| 8     | إن سينك              | الولايات المتحدة                  | أكثر 55 مليون     | بوب           | 4           | 5             | 1995–2002 (7 سنة)                                                |
| 9     | ويستلايف             | جمهورية أيرلندا                   | أكثر من 50 مليون  | بوب           | 10          | 5 → 4         | 1998–2012 (14 سنة)                                               |
| 10    | تيك ذات              | المملكة المتحدة                   | أكثر من 45 مليون  | بوب/دانس      | 7           | 5 → 4 → 5 → 3 | 1990–1996, 2005–الحاضر (16 سنة)                                  |